# Nedakusi
Nedakusi är en ort i Montenegro. Den ligger i den nordöstra delen av landet. Nedakusi ligger 570 meter över havet och antalet invånare är 2 212.
Terrängen runt Nedakusi är huvudsakligen kuperad. Nedakusi ligger nere i en dal. Närmaste större samhälle är Bijelo Polje, 2,6 km sydväst om Nedakusi. Omgivningarna runt Nedakusi är en mosaik av jordbruksmark och naturlig växtlighet.